# Vitry-sur-Loire
Vitry-sur-Loire – miejscowość i gmina we Francji, w regionie Burgundia-Franche-Comté, w departamencie Saona i Loara.
Według danych na rok 1990 gminę zamieszkiwało 489 osób, a gęstość zaludnienia wynosiła 18 osób/km² (wśród 2044 gmin Burgundii Vitry-sur-Loire plasuje się na 468. miejscu pod względem liczby ludności, natomiast pod względem powierzchni na miejscu 232.).